# Maestro della crocifissione di Fiesole
 (août 2014).
Si vous disposez d'ouvrages ou d'articles de référence ou si vous connaissez des sites web de qualité traitant du thème abordé ici, merci de compléter l'article en donnant les références utiles à sa vérifiabilité et en les liant à la section « Notes et références ».
Le Maestro della crocifissione di Fiesole (Maître de la crucifixion de Fiesole)  est un peintre italien anonyme du XVe siècle, qui fut actif à Fiesole. 

## Biographie
Maestro della crocifissione di Fiesole est le nom donné à un peintre actif au XVe siècle à qui l'on attribue la fresque dite de la crucifixion située à Fiesole en Toscane.

## Œuvres
- x

## Sources
- x